# Walter Feiler

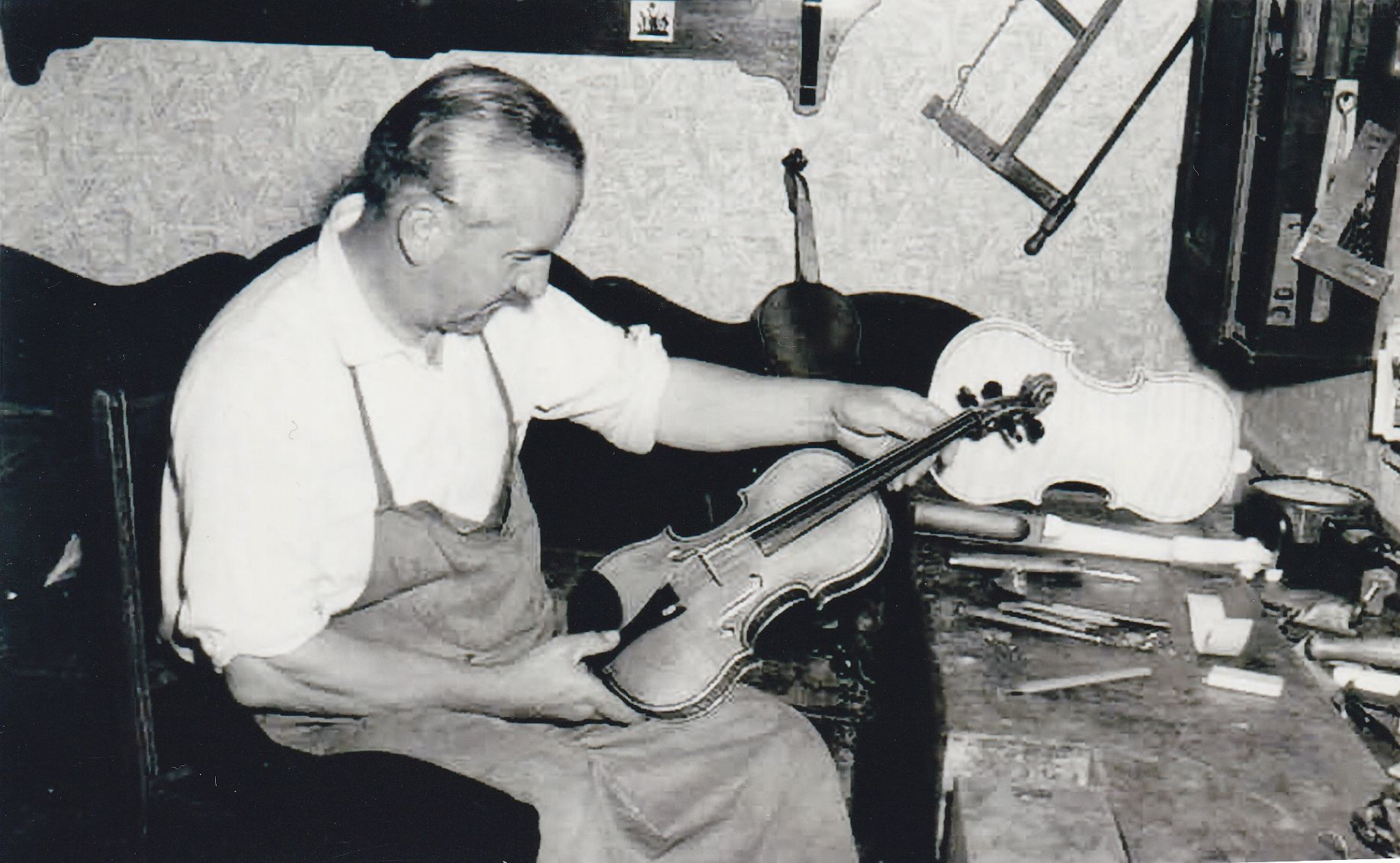
Walter Feiler in seiner Werkstatt

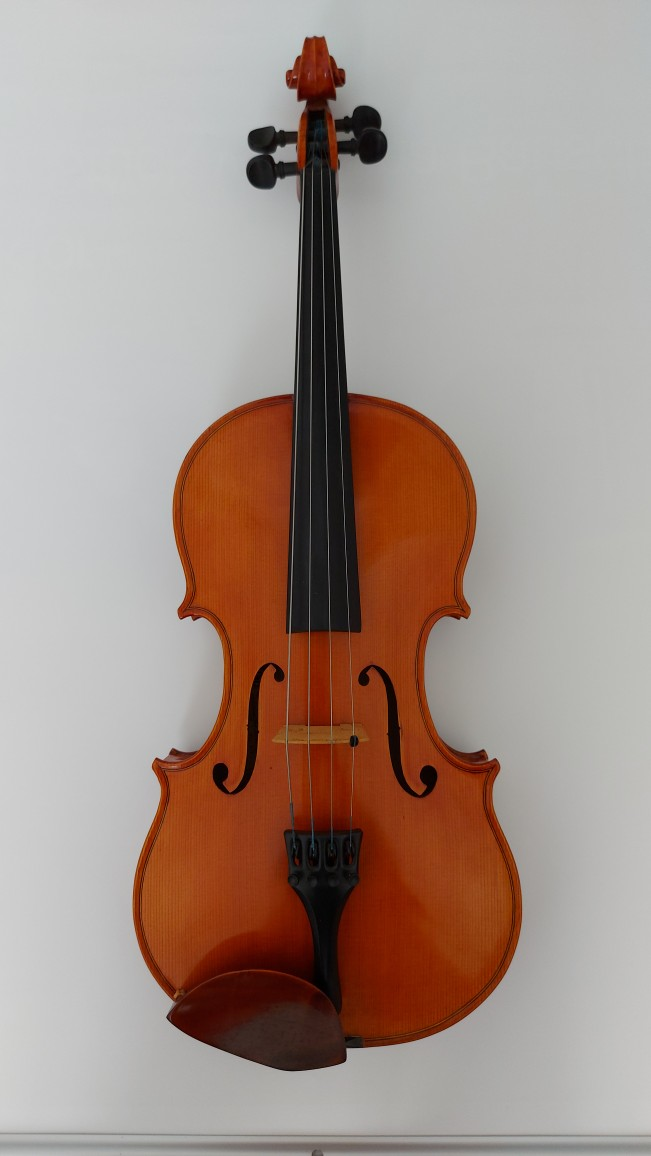
Bratsche von Walter Feiler aus dem Jahr 1986, Modell Stradivari

Walter Richard Feiler (* 8. Januar 1906 in Brambach; † 26. Februar 1989 in Bad Brambach) war ein deutscher Geigenbauer. Er widmete sich in erster Linie der Bratsche und baute hochwertige Instrumente für Solisten und professionelle Orchestermusiker der DDR und des Auslandes. Die hohe handwerkliche Qualität zeigt sich bei den heute noch vorhandenen Instrumenten auch in einem guten Erhaltungszustand.

## Leben
Walter Feiler entstammte einer Geigenbauerfamilie. Sein Vater, Richard Feiler (1877–1970), hatte bei Paul Geipel gelernt und arbeitete u. a. bei Heinrich Pfretzschner in Markneukirchen und später in eigener Werkstatt in Bad Brambach. In dieser Werkstatt seines Vaters absolvierte Walter Feiler seine Lehre. Die Gesellenprüfung legte er 1923 ab, die Meisterprüfung dann im Jahre 1938. Walter Feiler lebte sehr zurückgezogen: seine Werkstatt lag abgeschieden auf einem Wiesengrund nahe dem Waldrand in seinem Geburtsort Brambach. Die ersten Jahre mit der Adresse Forst 166, später mit der Adresse Forst 10. Er spielte selbst auch Violine und war jahrelang erster Geiger im Bad Brambacher Gemeinschaftsorchester.
Er war verheiratet mit Johanna Feiler, sie hatten eine Tochter.

## Werk
Walter Feiler baute zwar auch hervorragende Violinen und  Violoncelli, beachtet und gesucht sind aber vor allem seine Bratschen. Für eine Viola errang er 1959 die Große Silberne Medaille im Concorso Internazionale di Liuteria contemporanea in Ascoli Piceno. Dieser Erfolg machte ihn schlagartig international bekannt und ermöglichte ihm, trotz der Restriktionen in der DDR, immer wieder auch besondere Instrumente ins Ausland zu verkaufen.
Insgesamt baute er ca. 680 Instrumente, mehrheitlich Bratschen, vornehmlich als Auftragsarbeiten für Solisten und führende Musiker in der DDR. Die letzte vermutlich im Jahre 1987.  Für Feiler stand der Klang eines Instrumentes im Mittelpunkt: er sah seine die Aufgabe als Geigenbauer darin, das Holz zum Klingen zu bringen. Seine Bratschen sind als Soloinstrumente konzipiert und zeichnen sich durch einen besonders großen, klaren, strahlenden Klang, sowie leichte Spielbarkeit und Ansprache aus.
Um auch bei seinen neu gebauten Instrumenten einen „alten“ Klang zu erreichen, verwendete er besonders altes Tonholz aus Rumänien mit Lagerzeiten von 50 bis 60 Jahren, das er teilweise noch von seinem Vater übernommen hatte. Für die Lackierung entwickelte er eigene Rezepturen unter Verwendung von Propolis, basierend auf historischen Überlieferungen.
Diese einzigartige Holzqualität zusammen mit meisterhafter handwerklicher Verarbeitung sind der Grund, warum die Instrumente von Walter Feiler von Anfang an kaum störungsanfällig waren und auch noch oft im Originalzustand aufzufinden sind.
Er begleitete die von ihm geschaffenen Instrumente nach dem Verkauf weiter und überholte sie auch nach Jahren mit eigener Hand.
Von 1950 bis 1988 war Walter Feiler Mitglied der Migma (Genossenschaft) in Markneukirchen und schloss seine Werkstatt „aus Gesundheits- und Altersgründen“  zum 1. Juli 1988.
Schon zu seinen Lebzeiten waren seine Instrumente im Hochpreissegment angesiedelt und kosteten etwa 2–3 durchschnittliche Monatseinkommen.

## Instrumente
Das Etikett lautet meistens Walter Feiler, Radiumbad Bad Brambach, darunter das Vorlagemodell (also z. B.  gebaut nach Ant. Stradivarius) und ganz zu unterst Anno und Nummer, wobei die Kategorien „Anno“ und „Nr“ vorgedruckt sind und von Walter Feiler dann entsprechend handschriftlich ausgefüllt wurden. Das „F“ des Nachnamens in „Feiler“ ist den F-Löchern von Streichinstrumenten nachempfunden. Dieses Motiv wird auch in einer kleinen wappenartigen Grafik links des Textes aufgenommen.

### Violen
| Baujahr | Nummer  | Modell          | Anmerkungen                 |
| ------- | ------- | --------------- | --------------------------- |
| 1943    |         |                 | Siehe Zoebisch              |
| 1955    | 127     |                 |                             |
| 1955    | 134     | Stradivari      |                             |
| 1955    | 143     | Stradivari      |                             |
| 1957    | 168     |                 |                             |
| 1957    | 174     | Stradivari      |                             |
| 1958    | 197     |                 |                             |
| 1959    | 217     | Stradivari      | Auszeichnung Italien, Ploss |
| 1961    | ?       |                 | keine Angaben               |
| 1966    | 364     | Stradivari      |                             |
| 1966    | A II    | Michele Deconet | abweichende Nummerierung    |
| 1969    | 411 420 | Michele Deconet |                             |
| 1970    | 426     | Stradivari      | Existiert in Japan          |
| 1973    | ?       |                 | keine Angaben               |
| 1974    | 470     | Stradivari      |                             |
| 1982    | 643     | Stradivari      |                             |
| 1986    | 676     | Stradivari      |                             |
| 1987    |         |                 | keine Angabe                |

### Violinen
| Baujahr | Nummer | Modell     | Anmerkungen        |
| ------- | ------ | ---------- | ------------------ |
| 1959    | 204    | Stradivari | Ploss              |
| 1963    |        |            | keine Angaben      |
| 1969    | 407    |            |                    |
| 1975    | 528    | Guarneri   | Ploss              |
| 1976    | 546    | Stradivari | Existiert in Japan |
| 1982    | 648    | Stradivari | Ploss              |
| 1987    | 683    | Stradivari | Ploss              |

## Orchester, Ensembles, Musikerinnen und Musiker
Berliner Sinfonie-Orchester (heute Konzerthausorchester Berlin)
Kammerorchester Berlin, 1. Viola Hugo Fricke
Staatskapelle Dresden, 2 Bratschen Modell Stradivari
Philharmonisches Staatsorchester Halle, (heute Staatskapelle Halle)
Städtische Kapelle Karl-Marx-Stadt, Konzertmeister Rudolf Pilz,  (heute Robert-Schumann-Philharmonie)
Staatliches Sinfonieorchester Neubrandenburg
Hessisches Staatsorchester Wiesbaden
Michailow Quartett (siehe Max Michailow)
Kocor Quartett (Christian Zöllner, Viola)
Ida Luzie Philipp, Viola, Akademie-Hamburg
Deborah Sharon Krupa, Viola,
Friedemann Michael Herfurth, Violoncello, Theater Altenburg Gera

## Auszeichnung

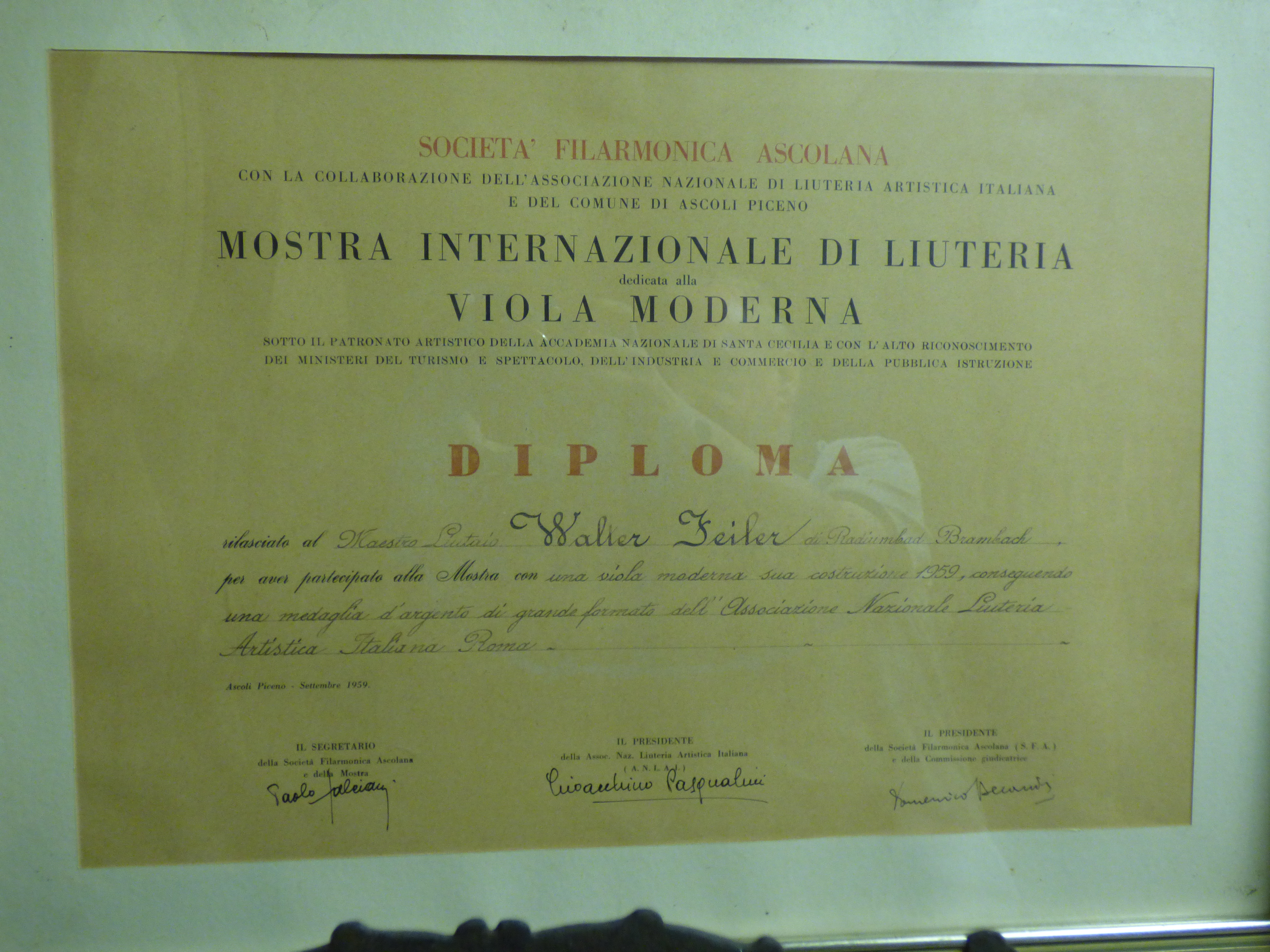
Urkunde zur Silbermedaille für eine Viola von Walter Feiler – Mostra Internazionale di Liuteria, Ascoli Piceno, 1959

Concorso Internazionale di Liuteria contemporanea 1959 Große Silberne Medaille für eine Viola.